# Valpovo
Valpovo er en by i Slavonien, i distriktet Osijek-Baranja Kroatien, der ligger tæt på Drava-floden, 25 km nordvest for Osijek. Befolkningen i Valpovo er 7.406, med i alt 11.563 i kommunen.

## Demografi
Kommunens landsbyer og bebyggelser er :
- Harkanovci, indb.: 506
- Ivanovci, indb.: 460
- Ladimirevci, indb.: 1.587
- Marjančaci, indb.: 308
- Nard, indb.: 516
- Šag, population 429
- Valpovo, population 7,406
- Zelčin, population 351

## Historie
Byen nævnes første gang i 1332. I juni 1543, under sultan Suleimans felttog i Ungarn, blev Valpovo belejret, indtaget og annekteret til det Osmanniske Rige. Den var oprindeligt et kaza-center i Sanjak of Pojega indtil 1601. Senere var den sandjak-center i Kanije Eyalet indtil Østrigs erobring i 1687.
I slutningen af det 19. og begyndelsen af det 20. århundrede var Valpovo en del af Virovitica distrikt i Kongeriget Kroatien-Slavonien. I marts 1945 lancerede de tyske styrker Operation Spring Awakening. På den sydlige arm, som bevægede sig nordpå gennem Valpovo, var den tyske 1. kosak-kavaleridivision. Operationen var lige så katastrofal, som den var ambitiøs. Jugoslaviske partisaner fra 3. armé (jugoslaviske partisaner) chikanerede og forsinkede konstant kosakkerne. Kort efter afslutningen af 2. verdenskrig etablerede embedsmænd i det kommunistiske jugoslaviske regime Valpovo arbejdslejr for tyskere i Kroatien, som fungerede indtil maj 1946.